# فيندلاي مكجيليفري
فيندلاي مكجيليفري (بالإنجليزية: Findlay McGillivray)‏ هو لاعب كرة قدم ومدرب كرة قدم بريطاني في مركز ظهير ‏، ولد في 19 مارس 1940 في Newtongrange ‏ في المملكة المتحدة. شارك مع منتخب اسكتلندا تحت 21 سنة لكرة القدم. أما مع النوادي، فقد لعب مع سانت جونستون ونادي ألبيون روفرز ونادي برادفورد بارك أفنيو ونادي رينجرز ونادي لانارك الثالث.